# Friedrich Stampfer

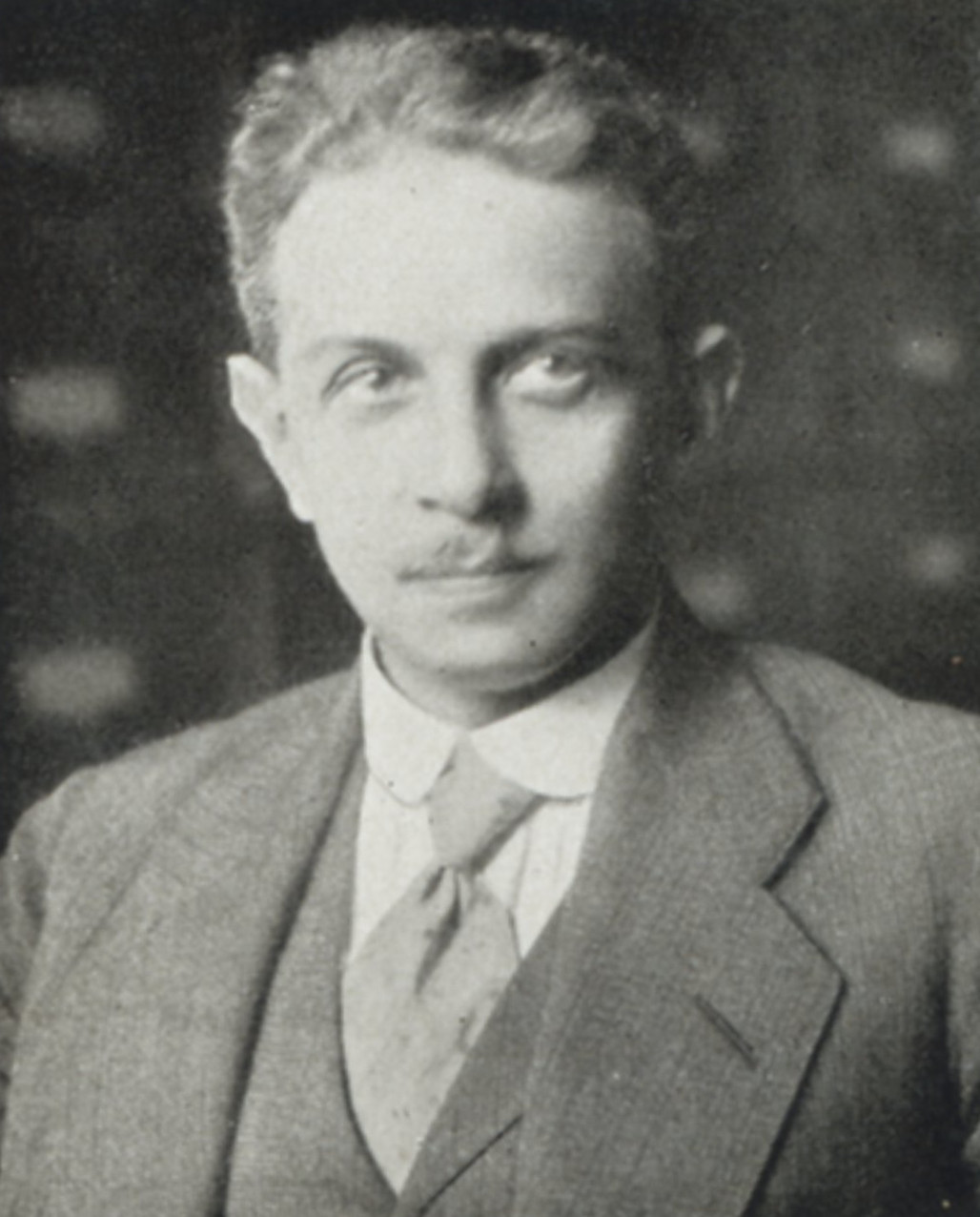
Friedrich Stampfer, um 1931

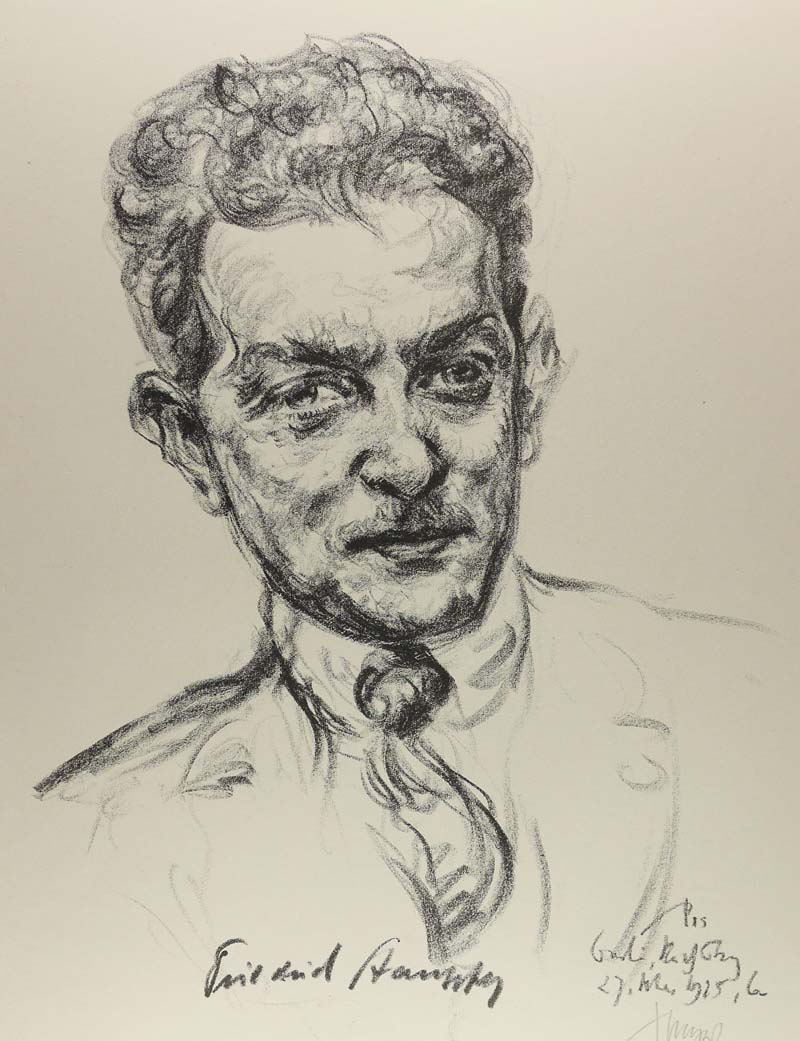
Friedrich Stampfer, gezeichnet von Emil Stumpp (1915), mit Unterschrift von Friedrich Stampfer

Friedrich Stampfer (* 8. September 1874 in Brünn, Österreich-Ungarn; † 1. Dezember 1957 in Kronberg im Taunus) war ein deutscher Journalist und Politiker (SPD). 

## Leben
Als Sohn eines jüdischen Rechtsanwalts machte Stampfer schon als Gymnasiast beim sozialdemokratischen Volksfreund in Brünn die ersten journalistischen Versuche. Nach dem Studium der Volkswirtschaft in Wien und Leipzig war er von 1900 bis 1902 Redakteur der Leipziger Volkszeitung. Seit 1902 lebte er dann als Schriftsteller in Berlin. Dort war er unter anderem ständiger Mitarbeiter des sozialdemokratischen Parteiorgans Vorwärts. 
Daneben war er von September 1903 bis 1915 Herausgeber einer täglich erscheinenden Korrespondenz, die er von seiner Privatwohnung in Berlin-Lichterfelde mit geringen technischen Hilfsmitteln betrieb. Dies war eine Art Presseagentur, die der SPD-Parteipresse hektographierte Leitartikel (politische Kommentare) sowie Nachrichten per Post lieferte. Stampfers Texte erschienen bald reichsweit in hunderttausenden von Zeitungsexemplaren. Erich Dombrowski zufolge wurde sein täglicher Leitartikel „in vier Fünfteln aller sozialdemokratischen Organe“ gedruckt. Die Korrespondenz ließ sich im parteiinternen Revisionismus-Streit nicht eindeutig zuordnen und erhielt nie einen formalen Eigennamen; Rosa Luxemburg verspottete Stampfers einflussreichen Dienst als „Groß-Lichterfelder Meinungsfabrik zur Verkleisterung der Proletariergehirne“.
Er heiratete seine erste Frau in London, da er sie, eine österreichische Katholikin, wegen seiner jüdischen Herkunft nach den im Habsburgerreich geltenden Gesetzen dort nicht heiraten durfte.
In den Jahren 1915 bis 1916 war Stampfer Kriegsteilnehmer im Ersten Weltkrieg in der österreichischen Armee am Isonzo und wurde wegen eines Magenleidens vom Dienst befreit. Noch während des Krieges wurde er im November 1916 – nach Absetzung der vorherigen, der Parteilinken zuneigenden Redaktion – der Chefredakteur des Vorwärts. Mit einer kurzen Unterbrechung in den Jahren 1919/20 blieb er bis zum Verbot der Zeitung durch die Nationalsozialisten nach dem Reichstagsbrand im Jahr 1933 in dieser Position.
Stampfer stellte die sozialdemokratische Politik der Weimarer Zeit nicht nur als Journalist dar, sondern bestimmte sie als Politiker auch nicht unerheblich mit: Er war von 1920 bis 1933 Mitglied des Reichstages, von 1925 bis 1928 Mitglied des zentralen Parteivorstandes sowie von 1922 bis 1928 Mitglied der Programmkommission.
Ab Ende 1931 versuchte Stampfer zusammen mit Rudolf Breitscheid, ein besseres Verhältnis zur KPD herzustellen, die nicht in der NSDAP, sondern in der SPD ihren sozialfaschistischen Hauptfeind sah. Das Ziel war ein Defensivbündnis, das die „selbstmörderische Taktik des gegenseitigen Sichbekämpfens“ ablösen sollte. Um das zu erreichen, enthielt sich der Vorwärts aller Angriffe auf Sowjetrussland und dämpfte seine antikommunistische Polemik. Im Herbst 1932 nahm Stampfer mit Kenntnis des SPD-Parteivorstandes Verbindung zur sowjetischen Botschaft in Berlin auf, um auf dem Umweg über Moskau zu einem sozialdemokratisch-kommunistischen Ausgleich zu kommen. Er traf in den folgenden Monaten mehrmals mit dem 1. Botschaftssekretär zusammen, bis dieser ihm bei der letzten Unterredung, einige Tage vor dem Reichstagsbrand, unzweideutig zu verstehen gab, dass Moskau mit dem „deutschen Faschismus“ als einem unvermeidlichen Entwicklungs- und Übergangsstadium rechne. Die publizistische Kampagne verfolgte Stampfer noch über die Machtübernahme der Nationalsozialisten hinaus bis ins Frühjahr 1933, während die KPD registrierte, dass „lediglich eine Garnitur reformistischer Führer bankrott gemacht hat“ und weiterhin die Sozialdemokratie als sozialfaschistisch bekämpfte.
Im Mai 1933 begab sich Stampfer wegen des Terrors der Nationalsozialisten auf Weisung des Parteivorstands nach Saarbrücken im noch französisch besetzten Saargebiet, wo die KPD die Sozialdemokraten als „Vaterlandsfeinde, die das deutsche Volk an Frankreich verrieten“, schmähten, weil sie nunmehr nicht, wie immer noch die Kommunisten, für eine Rückgliederung des Saargebietes in das Deutsche Reich eintraten. Wenig später gehörte Stampfer in Prag dem Exilvorstand der SPD an. Am 25. August 1933 veröffentlichten die Nationalsozialisten die erste Ausbürgerungsliste des Deutschen Reichs, auf der sein Name verzeichnet war. Stampfer gab einige Zeit den Neuen Vorwärts heraus und spielte eine wichtige Rolle bei Aufbau, Leitung und Theoriebildung der Partei im Exil. Er blieb Gegner der KPD, wie er nach seiner Flucht aus Deutschland in Prag öffentlich verkündete: „Kommunismus und Faschismus sind feindliche Brüder. Ihrer beider Mutter ist die Demokratie –, die liegt in Deutschland erschlagen“. Vor dem Einmarsch deutscher Truppen in Prag 1939 ging Stampfer mit dem Exilvorstand nach Paris und schließlich in die USA. Dort engagierte er sich unter anderem für die German Labour Delegation. Im August 1948 kehrte er nach Deutschland zurück. Seit 1950 gab er erneut eine eigene Pressekorrespondenz heraus. Außerdem war er von 1948 bis 1955 Dozent an der gewerkschaftsnahen Akademie der Arbeit in Frankfurt am Main.
Ehrungen
- Mehrere Straßen wie in Berlin-Kreuzberg,[11] Bremen-Vahr, Dortmund Aplerbeck und Frankfurt-Bonames wurden nach Friedrich Stampfer benannt.

## Hauptwerke
- Grundbegriffe der Politik. 1910 (mehrere Auflagen).
- Die ersten 14 Jahre der Deutschen Republik. 1936 (mehrere Auflagen).
- Erfahrungen und Erkenntnisse. Aufzeichnungen aus meinem Leben. Köln 1957.